# Línea 1 (Metro de Málaga)
La línea 1 del Metro de Málaga es una línea de metro ligero de la ciudad de Málaga (Andalucía, España).
Recorre varios puntos desde el centro de Málaga hasta la Ciudad Universitaria pasando por los distritos Centro, Cruz de Humilladero y Teatinos-Universidad.

## Características
La longitud total de la línea es de 8,7 kilómetros de los cuales 7,5 son exclusivos de la línea 1 y 1,6 kilómetros son compartidos con la línea 2.
Más de la mitad de la línea es soterrada (5,5 kilómetros), mientras que un tramo de 3,2 kilómetros el metro es en superficie.

### Estaciones y recorrido
La línea cuenta con 13 estaciones cuya distancia media entre ellas es de 639 metros. En un total de 20 minutos se completa el recorrido. Esta línea conecta el centro de la ciudad con puntos como la estación de Málaga-María Zambrano, la Ciudad de la Justicia, el Campus Universitario de Teatinos y el Hospital Clínico Universitario; así como con todos los barrios de su recorrido en una de las zonas de mayor densidad de población de la ciudad en los distritos Cruz de Humilladero y Teatinos-Universidad.

## Historia

### Construcción
Las obras de construcción de los túneles a lo largo del recorrido se llevaron a cabo mediante el método de muros pantalla, fórmula elegida en detrimento del uso de tuneladoras a causa de la estrechez de algunas vías para evitar posibles daños en los edificios. Solamente fue excavado mediante el método de mina el tramo bajo la autovía MA-20.
En febrero de 2009 comenzaron las obras del tramo urbano de la línea, entre la estación de Málaga-María Zambrano y la avenida Juan XXIII; Previamente se había comenzado la construcción e instalación de vías a lo largo del tramo en superficie a través del campus universitario hasta el ramal técnico, ubicado al final de esta línea. En abril de 2009 comenzaron también las obras desde la avenida Juan XIII hasta la Ciudad de la Justicia.[cita requerida] En septiembre de 2009 comenzó a construirse el intercambiador de El Perchel, a principios de 2010, empezaron las obras en el tramo desde el Guadalmedina hasta el futuro intercambiador de la estación de El Perchel. Y en octubre de 2010 comenzó la construcción del tramo bajo la MA-20.

La construcción de un tramo inicial y compartido desde La Malagueta hasta Guadalmedina fue aprobado en verano de 2010, atravesando la Alameda Principal, la plaza de la Marina y el parque de Málaga. Pero las dificultades económicas y técnicas para este tramo, debido a la crisis económica y a la existencia de importantes restos arqueológicos en el subsuelo del centro de la ciudad han modificado la llegada del tramo a la zona centro, que finalizaría en la estación de Atarazanas. En el proyecto final, la Junta de Andalucía y el Ayuntamiento se acordó que se construyan pantallas con la profundidad suficiente para facilitar la futura excavación de un segundo nivel para otro túnel ferroviario (para el metro o para prolongar la red de Cercanías Málaga) La línea desde Andalucía Tech hasta El Perchel, junto a la línea 2, fue inaugurada el 30 de julio de 2014.

### Puesta en funcionamiento
La inauguración de las líneas 1 y 2 estaba prevista para febrero de 2009, posteriormente, y por incumplimiento de plazos, se seleccionó un nuevo calendario que proponía la apertura parcial del metro el 11 de noviembre de 2011, fecha en la que tampoco se inauguraron los tramos por nuevos retrasos en las obras. Se propuso una fecha para octubre de 2013, aprovechando el inicio del curso universitario, y tras incumplirse esta, otra para finales de 2013, que también fue incumplida.
La inauguración definitiva de esta línea, junto a de la Línea 2, se produjo finalmente el 30 de julio de 2014.
La puesta en funcionamiento de las estaciones de Guadalmedina y Atarazanas para la llegada del metro al centro histórico llegaron el 27 de marzo de 2023.